# Давидівська волость
Давидівська волость — адміністративно-територіальна одиниця Житомирського повіту Волинської губернії з центром у селі Давидівка.
Станом на 1885 рік складалася з 9 поселень, 9 сільських громад. Населення — 6221 особа (3077 чоловічої статі та 3144 — жіночої), 543 дворових господарства.
|                     | Площа, дес. | У тому числі орної, десятин |
| ------------------- | ----------- | --------------------------- |
| Сільських громад    | 9682        | 6318                        |
| Приватної власності | 8147        | 3343                        |
| Казенної власності  | —           | —                           |
| Іншої власності     | 222         | 162                         |
| Загалом             | 18051       | 9823                        |

Основні поселення волості:
- Давидівка — колишнє власницьке село при річці Ірші за 35 верст від повітового міста, 677 осіб, 68 дворів, православна церква, католицька каплиця, постоялий будинок, водяний і вітряний млин. За 25 верст — скляний завод.
- Грушки — колишнє власницьке село, 737 осіб, 72 двори, постоялий будинок, вітряний млин.
- Новопіль — колишнє власницьке село, 666 осіб, 72 двори, православна церква, постоялий будинок.
- Селянщина — колишнє власницьке село, 494 особи, 59 дворів, каплиця, постоялий будинок.
- Сколобів — колишнє власницьке село, 927 осіб, 115 дворів, православна церква, школа, постоялий будинок.
- Славів — колишнє власницьке село, 321 особа, 43 двори, православна церква, школа, постоялий будинок, ярмарок.